# Festival de musique de chambre de Montréal
 (mai 2024).
Si vous disposez d'ouvrages ou d'articles de référence ou si vous connaissez des sites web de qualité traitant du thème abordé ici, merci de compléter l'article en donnant les références utiles à sa vérifiabilité et en les liant à la section « Notes et références ».
Le Festival de musique de chambre de Montréal est un événement annuel à Montréal. Il a habituellement lieu en juin, et est précédé d'une « Série Célébrités », qui débute quelques mois auparavant.
Il a été fondé en 1995 par le violoncelliste Denis Brott qui en assure aujourd'hui la direction générale et artistique.
Pendant plusieurs années, les spectacles ont été présentés au Chalet du Mont-Royal, puis à l'Église Saint-James. En 2012, l'église anglicane St-George accueille les concerts.
En 2016, le Festival célèbre son 21e anniversaire, se déroulant intégralement du 23 février au 19 juin.
Le pingouin figurant sur les nombreuses affiches, est la mascotte officielle du festival et se prénomme Stanley.